# Ichthyodes obliquata
Ichthyodes obliquata là một loài bọ cánh cứng trong họ Cerambycidae.